# Terfenyl
Terfenyl is een organische verbinding met als brutoformule C18H14, die voorkomt als 3 structuurisomeren: een ortho-, meta- en para-vorm. De stof komt voor als een wit poeder, dat onoplosbaar in water. De structuur bestaat uit een centrale benzeenring, waaraan 2 fenylgroepen hangen. Het commercieel beschikbaar product is een mengsel van de 3 isomeren.
De stof wordt gebruikt bij de productie van PCT's (polygechloreerde terfenylen). Van de 3 isomeren wordt para-terfenyl het meest gebruikt. Het wordt onder meer verwerkt in zonnebrandcrème.